# Ebenezer Scrooge
Ebenezer Scrooge, glavni lik romana Božićna priča (1843.) engleskog književnika Charlesa Dickensa, simbol škrtosti i mizantropije. U romanu uviđa svoje krive postupke prema bližnjima i siromašnima te doživljava preobražaj i postaje velikodušan.
Radnja počinje na Badnjak u Londonu, sedam godina nakon smrti Ebenezerovog poslovnog partnera Jacoba Marleya. Scrooge je stari škrtac koji prezire Božić. Odbija poziv na na božićnu večeru kod nećaka Freda. Odbija darovati novac za pomoć siromašnima, i nevoljko daje slobodan dan svom potplaćenom i iscrpljenom radniku Bobu Cratchitu. Nakon što Scrooge zatvori ured, posjećuje ga duh preminulog Marleya, i najavljuje mu da će ga posjetiti tri duha: prošlosti, sadašnjosti i budućnosti. Nakon što mu duh budućnosti pokaže njegov vlastiti grob zameten snjegom i obitelj koja se veseli njegovoj smrti, Scrooge uviđa da će ga njegovi stavovi i postupci dovesti do nesretnog i samotnog kraja. Odlazi nećaku na proslavu Božića i nalazi put do sreće i ispunjenja.
Iako se na kraju Dickensove priče Scrooge promijeni, u književnosti i anglosaksonskoj kulturi je ostao upamćen kao simbol za škrtost, a riječ "scrooge" je ušla u engleski jezik kao sinonim za škrca.